# فرناندو مدرانو
فرناندو مدرانو (انگلیسی: Fernando Medrano؛ زادهٔ ۲۶ مارس ۲۰۰۰) بازیکن فوتبال اهل اسپانیا است که در پست مدافع چپ برای تنریف بازی می‌کند.